# Фербеллинер Плац (станция метро, линия U7)
«Фербеллинер Плац» (нем. Fehrbelliner Platz) — станция Берлинского метрополитена. Расположена на линии U7, между станциями «Констанцер Штрассе» (нем. Konstanzer Straße) и «Блиссештрассе» (нем. Blissestraße). Станция расположена под площадью Фербеллинер и имеет пересадку на одноимённую станцию линии U3. В течение семи лет (до 1978 года) станция была конечной линии U7.

## История
Станция открыта 29 января 1971 года в составе участка «Мёкернбрюке» — «Фербеллинер Плац» и расположена в районе Берлина Шарлоттенбург-Вильмерсдорф. В 2002 году станция была отремонтирована.

## Архитектура и оформление

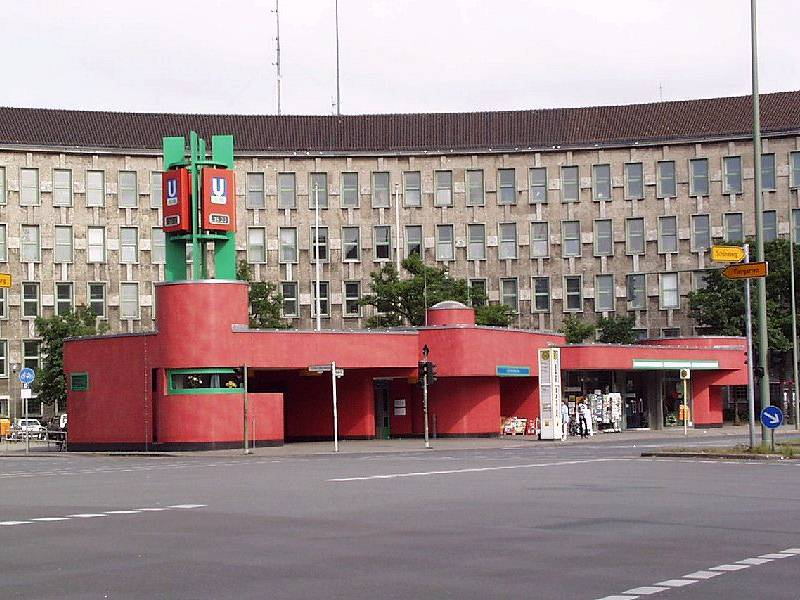
Вестибюль

Станция мелкого заложения. Подземная часть станции оформлена в стиле поп-арта. Путевые стены отделаны оранжевыми пластинами с жёлтыми полосами. Название станции на путевой стене окружено фиолетовой рамкой. Наземный вестибюль станции ярко-красный со скруглёнными углами, резко контрастирует на фоне окружающих зданий времён Третьего рейха, составляющих основной ансамбль площади. В вестибюле расположена также автобусная остановка, газетный киоск и продуктовый магазин. Среди горожан вестибюль носит название «буровой остров», видимо, по аналогии с нефтяной вышкой на шельфе. Непосредственно за станцией расположен оборотный тупик.